# Kjersti Vik
Kjersti Vik (født 1974) er en norsk forfatter. Hun er uddannet i litteraturvidenskab og har været litteraturanmelder på Bergens Tidende. I 2009 udgav hun romanen Mandø om syv venner der tilbringer en efterårsferie på Mandø. I 2010 blev den oversat til dansk.